# 武功山
27°27′19″N 114°10′24″E / 27.45528°N 114.17333°E
武功山位于中华人民共和国江西省，属罗霄山脉北支，山体呈东北——西南走向，自江西吉安市安福县，宜春市袁州区，萍乡市芦溪县、莲花县，绵延120余千米，总面积近千平方千米。主峰白鹤峰（金顶）海拔1918.3米，围绕金顶已设立「武功山国家地质公园」（面积约378.3平方千米）、「武功山国家森林公园」（面积约260平方千米）、「明月山国家森林公园」（武功山东北段，位于宜春市袁州区境内，面积约136平方千米）。武功山已被列为国家重点风景名胜区。
武功山是国家AAAAA级景区，还是道教名山，金顶旁边的祭祀遗址已被列为江西省文物保护单位。

## 名称由来

《欽定古今圖書集成》中的武功山图

根据明朝的《武功山志》、《天下名山志》、等文献记载，武功山的命名和道教传说有着千丝万缕的关系。
据记载：武功山原名“兹山”。“兹”字在古代文言中通“滋”，取其草木茂盛之意。山北的袁州（现在的宜春、萍乡）则称其“罗霄山”。
- “泸潇”与“罗霄”近音，这是因为方言发音不同而书表各异，但都是指金顶西面一处高山巨洞（现在的“罗霄洞”）。传说上古之时有叫做“泸”或者“罗”、“潇”或者“霄”的两位道人曾隐居修炼于此，山南、山北两地的居民依照地方口音各自注字，将此山洞命名曰“罗霄洞”和“泸潇洞”[1]。
  - “罗霄山”和“泸潇山”因此而得名，整个“罗霄山脉”也得名于此（罗霄山脉得名还有另外的说法）。
  - 罗霄洞同时还是赣江水系的“泸水”（又称“秀水”、“袁水”）和湘江水系的“潇水”（又称“萍水”、“渌水”）（一说是安福县境内的陈山河）的源头，一水分二界，世所奇之。
- 晋代四川人士武氏夫妇慕名远来此地修炼，“罗霄山”和“泸潇山”从此又称为“武公山”。
- 南朝陈朝时期有将军欧阳頠出兵协助陈武帝陈霸先平定侯景之乱，途经“武公山”祷告求拜，得到武仙人托梦并授其平乱之策。后来成就了帝王霸业的陈武帝感念于山中神灵相助之功，便下令赐名“武功”，从此“武功山”取代了其他各种名称而名传千古[2]。

主峰白鹤峰的来历则由于峰高风大，不长树木，只生茅草，一到秋冬季节，茅吐白絮，冰封峰顶，站在其他高峰上远眺，俨然好似白鹤昂首挺立，故得名“白鹤峰”。神话传说中则是另外一番形容：东汉葛玄、东晋葛洪先后来此修身炼丹，羽化成仙之时驭鹤飞升，飘然而去，所以名曰“葛仙峰”或者“白鹤峰”，这也给人带来无尽的遐想。

## 地理

### 地质與土壤
武功山地质构造以花岗核杂岩构造与峰崖地貌为主，说明山体在古地质年代中，是湘赣海域的一个孤岛。
武功山山体主要由片麻岩、花岗岩和石灰岩等组成，地势峻峭挺拔，一般海拔都在千米以上，不少山峰高达1500米以上。山丘之中有赣江流域的袁水、禾水，湘江流域的渌水（萍水）的源流贯穿其间，使河流两侧发育着宽窄不一的多级河谷阶地，形成的袁水、萍水河谷也是湘赣间重要的天然通道。
发育于寒武纪石炭纪三叠纪等各时代石灰岩的厚薄不一，岩性差异、裂隙发育不同，故地表岩溶除表现出波状起伏的丘陵，锯状垄断的山峰外，还有孤峰、残山、溶斗、溶沟、洼地等发育。在地下又形成了形状奇特、大小不一的暗河和溶洞。此外由于冰川活动的结果，形成了千姿百态的冰蚀和冰积地貌，如围椅状的冰斗，U字型的冰川谷，高挂的悬谷，刀刃状的山脊，金字塔形的角峰，孤形状的终碛垄和波状的冰碛丘陵等等。
武功山山体以花岗岩为主，高山土壤以山地草甸为主。高山草甸土，土壤肥沃，土层深厚，表土层厚度一般在29厘米左右，呈棕黑色，腐殖质极其丰富，疏松且有弹性。有机质含量为8~10.5%，PH值为5~5.6，偏酸性，氮、磷、钾含量分别为0.4~0.5%、2.3~4%、6.7~8.4%之间。

### 矿产资源
武功山山体主要由片麻岩、花岗岩组成，属环西太平洋成矿带的组成部分。境内底层出露齐全，岩浆活动频繁，地质构造复杂，成矿条件优越，有色金属矿藏丰富。主要蕴藏大庾脉系的钨矿，蕴藏丰富，品位高。钨矿同时还伴生有锡、钼、铋、铜、铍、铌、钽等许多矿物。非金属矿藏的尤以花岗岩矿、粉石英矿储量丰富，另外还有优质矿泉、温泉。

### 气候
武功山处于低纬度亚热带季风气候区内，气候温和，日照较短，雨量充沛，雾多风大，无霜期长。年平均气温为14~18℃左右，基本随海拔高低而变化。每年的7~9月为全年温度最高时期，山顶平均气温分别为17.2℃、16.9℃、14.5℃，约比邻近城区（萍乡）低9~12℃，1986年7月出现月极端最高气温为23℃，但是却比临近城区低14.7℃，其气候之凉爽近似于黄山（光明顶海拔1841米）。隆冬季节受西伯利亚高压气流影响，气温显著下降，零下10℃的天气约有20天，0~10℃的结冰期约有40天，积雪期短约10天，长约20天。1969年2月武功山出现极端最低气温，山顶气温降至零下17℃以下。
該地区是同纬度地区多雨的山区，年平均降水量为1350毫米至1750毫米，降水（降雨)主要集中在3月至6月四个月之间，约占全年的55%至60%。空气湿度大（常年湿度约为80%），云多雾重，常常是山下天晴气暖，山上却云雾缭绕，气象万千。在云雾的遮蔽下，日照减少，但是弱光、漫射光多。每年7~9月日照时数最多，分别平均为90.8、117.8、197.5小时，三个月总日照时数为406.1小时，约为附近城区日照时数的65%。年平均无霜期为260天至290天。一般有霜日在10月上旬至11月初开始出现，早霜期出现在9月中旬。平均终霜日多出现在2月8日和3月18日。
山區风力大，大风日较多。山顶日平均风速达4~5米/秒以上。7~9月三个月3~20米/秒风速的累计时间999小时，平均每天为14.1小时；6~20米/秒风速的累计时间406小时，平均每天5.7小时。每年6~20米/秒风速的累计时间在2000小时以上，是风能丰富的地区。

## 景区

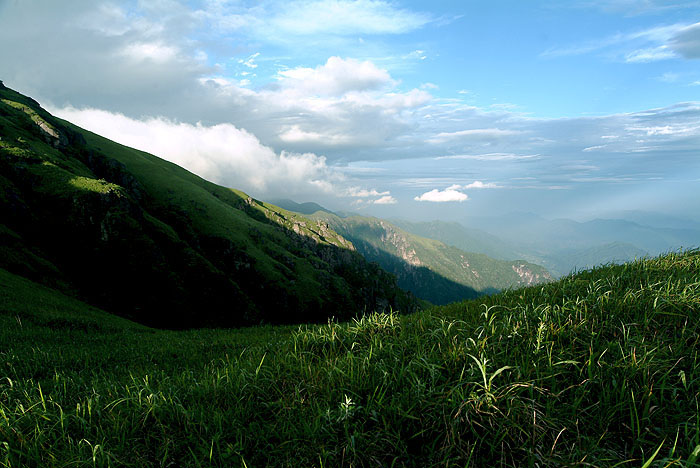
武功山

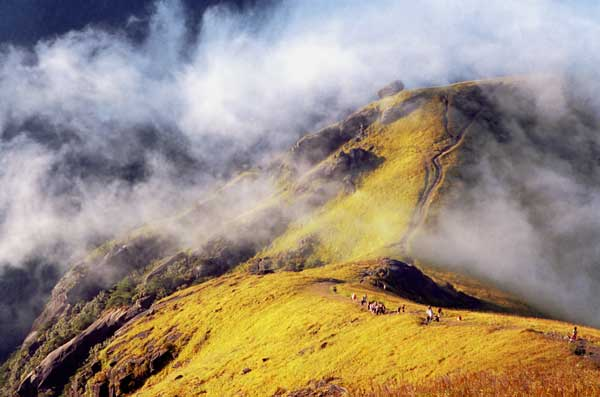
冬季的高山草甸

武功山观赏特色可概括为“峰、洞、水、石、云、松、寺”七个字，山区内河流，溪流，瀑布景观众多。山区多云雾，雾日超过庐山，是观赏云海的胜地。高山垂直型自然植被景观，高山草甸，及黄山松群落在江南地区不多见。
江西省人民政府于1985年12月将武功山批准为省级重点风景名胜区。2002年12月，国家林业局将武功山批准为国家森林公园。2005年9月、12月，国土资源部、国务院分别将武功山批准为国家地质公园、国家重点风景名胜区。2006年2月，建设部将武功山风景名胜区列入国家自然遗产预备名录。
武功山旅游资源分布面广，按地域划分可分为三大片游览区：萍乡市境内的武功山北麓游览区，安福县境内的南麓游览区，以及宜春市境内的东麓明月山国家森林公园游览区。

### 北麓游览区
位于萍乡市芦溪县东南边境，由正县级建制的派出机构萍乡武功山风景名胜区管理委员会管理。规划面积160平方公里，规划景点200余处，整个风景区分为白鹤峰金顶观光休闲区、羊狮幕观光游览区、九龙山宗教文化区、发云界游憩娱乐区、大王庙原始生态区五个核心景区。景区整体“山景雄秀、瀑布独特、草甸奇观、生态优良、天象称奇、人文荟萃”，自然形成了“峰、洞、瀑、石、云、松、寺”齐备的山色风光。主游览区按地形又可分为麻田、万华（万龙山、华云）两大游览区域。当前以麻田游览区旅游景点最为集中，开发基础较好，公路已延伸到山麓并设有登山缆车。
- 麻田景区：位于萍乡市城东55公里的武功山中段萍乡市。元朝至顺二年，有林氏兄弟自福建莆田迁入此地麻栎树林间，伐木造田定居，因而得名“麻田”。麻田游览区景致主要特色是：奇峰怪石，世所罕见，故游人赞叹说，“峰奇类似黄山而别具特色，松怪奇特为黄山所不及”；峦秀谷幽，飞瀑银泉，山水风光可与庐山媲美，而飞瀑倒泻为庐山所难比；云雾飘渺，瞬息万变，千古咏为奇绝；群猴出没，百花争艳，更兼有高山田园风光。麻田游览区中，又有15处代表性风景点（百十处景观），分列如下：龙王潭、台上、桶下、尽心桥、寒婆岩、官冈庵、竹竿鼻、雷打峡、白鹤峰、鸡冠岩、九龙界、吊马桩、赤脚坳、深江风

- 发云界景区：位于武功山中段萍乡市，海拔1628米。发云界十万亩高山草甸，是武功山的精华所在。主要景点分列如下：白鹭天堂、龙山（石崖）、银链瀑布、猛虎跳墙、九鳅落湖、草甸云松、麒麟石、啸月

- 金顶景区：位于武功山中部萍乡市，为武功山的最高点（海拔1918.3米，实际地址位于安福县境内），而且峰顶地势平坦，夏季气候凉爽，是观赏日出、高山草甸、神秘佛光、迷幻云海、悬崖峭壁和进香拜佛的最佳景区。主要景点分列如下：金顶道教丛林、金顶世纪之碑、鸡冠岩、江南银杏王、行台、集云阉、观音岩、香炉峰、发云界、千丈崖。

- 万华景区：是万龙山与华云景区的合称，位于萍乡市城东偏南55公里和58公里的武功山尾端。境内山峦重叠，雄伟峻峭，旧时为宜春地区进入武功山朝拜庙宇的必经之路。山色风光的主要特点是：峰峦险峻，林壑幽深，巉岩奇石，泉瀑秀美。该片游览区中，尤以九处风景点（40余景）为佳，分列如下：洞口、金排山、崩岩、中引塘、羊角尖、乌云岩

### 南麓游览区
位于安福县，属于总面积达24190公顷的武功山国家森林公园景区的一小部分。公园以茂林修竹、古木参天、溪潭瀑布和温泉为主的自然景观优美，以状元祠、沈家大院为主的人文景观颇具特色。
- 羊狮幕景区：羊狮幕又名杨思墓（主要部分位于安福县境内，宜春地区也有部分，称十八排），东西走向，主峰海拔1670米，以山险奇峻秀出名。主要景点分列如下：沈家大院、如来佛掌、夫妻峰、金鸡迎春、关公班师、观音送子、仙盆鸭、小石笋、生命之根、穿云石笋。

- 三天门景区：位于武功山主峰东面山间谷地，是进香拜佛、观光旅游和休闲度假的最佳景区，同时也为武功山南山门。距安福县城52公里，车可直达。主要景点有：三潭六瀑、四十八湾、图坪道教丛林、广济宫遗址、太极宫遗址。

- 九龙潭景区：位于武功山西南部，以观赏瀑布景观为特色，这里瀑布众多，瀑高潭深，环境优美，主要有九龙山脚下瀑布群中的龙潭瀑布，有借助“福星亭”和“古石桥”从上观赏的悬瀑，高70余米、宽6米，崖陡90度、仰观落帽、俯视心惊、声势震耳的天心崖瀑布等景点。该景区还结合浑宏的瀑布与周边稠密的森林，为最佳的负氧离子吸纳区。主要景点分列如下：胜佛禅林、千佛塔遗址、九龙界、天心瀑水崖、九龙瀑、武功山神。

- 武功山温泉景区：位于武功山东部，泰山乡境内，距安福县城35公里。交通方便，景色迷人，是温泉疗养、休闲度假、观光游览、旅游购物的最佳景点。主要景点分列如下：武功山温泉、思源溪、桃源寻幽、民族民俗文化村。

### 明月山游览区
位于宜春市袁州区西南31公里处，规划面积136平方公里，景区核心面积80平方公里，属武功山东北端的山麓部分，是以"奇峰险壑、温泉飞瀑、珍稀动植物和禅宗文化"为主要特色，集"生态游览、休闲度假、科普教育和宗教旅游"为一体的山岳型风景名胜区。主要由太平山、玉京山、老山、仰山等十几座海拔千米以上的山峰组成，主峰太平山，海拔1735.6米，因整个山势呈半圆形，恰半圆明月，故称明月山。主要景点分列如下：云谷飞瀑、乌云崖、瑞庆塔、天然石景群、仰山墓塔群、普月塔、天然植物园

## 生态环境
武功山地理位置优越，地形地貌复杂，气候温暖湿润，形成了多种多样的生态环境，十分有利于生物的繁衍，生物资源非常丰富。山区内动植物种类繁多，植物区系成分多样，古老、孑遗物种多，珍稀特有种多，既是天然的植物园，也是野生动物的乐园。
武功山茂林修竹、古木参天、溪潭瀑布、温泉流淌、矿泉丰富，自然景观优美，是一个天然植物园。由于地域区划和行政管理机构的限制，据不完全统计，现已发现的植物物种有2600余种。其中被子植物有160余科，约1900种；裸子植物大约是5科22种；蕨类植物约有37科，180余种；苔藓植物约有40科，200余种；大型真菌也很丰富，约有40科，110余种。

### 植物
植被分布主要随海拔高度呈垂直变化，大致有以下几种代表类型带：海拔1000米以下主要是常绿针叶林和常绿阔叶林交互生长的地带，其中500米以下主要是油茶林和幼杉林。而海拔500~1000米的主要林种是松树、马尾松、毛竹。
常绿阔叶林主要分布在海拔1000~1200米地带。树种主要为壳斗科植物，品种有锤栗、水青冈、麻栎、栓皮栎、板栗、苦槠等。其次还有一些忍冬科属接骨木、金银花，冬青科、茶科、樟科等植物。
落叶针、阔混交林主要分布在海拔1200~1400米的地带。这个地带有连片黄山松（台湾松）分布，另外还有水杉、马尾松、柏木、银杉、华南五针松等成林植物。伴生的乔、灌木主要有杜鹃花科、木兰科等科属植物，其中杜鹃花科植物约有12种，有安徽杜鹃、井冈杜鹃、云锦杜鹃、麂角杜鹃、映山红等品种；木兰科植物约有15种，有深山含笑、天女花、紫花含笑、观光木、黄山木兰、鹅掌楸、木莲等品种。
高山草甸主要分布在海拔1300~1600米以上的各山顶。主要为禾本科属野古草、芒草、白茅草、牛鞭草、薏苡，豆科属含羞草、金合欢、落花生、皂荚、甘草等植物。另外间有少量蓼科属蓼蓝、大黄、荞麦、何首乌、珊瑚藤，菊科属野菊、青蒿、款冬、白术、苍耳，蔷薇科属草莓、树莓、金瑛子、龙芽草、悬钩子，唇形科属黄芩、霍香、白苏、紫苏、薄荷等植物。在高山草甸与森林连接处，还经常有连片小山竹分布。
观赏植物，资源丰富，具有较高观赏价值的花卉植物约有300~400种。草本植物里有吊兰、佩兰等植物；百合科植物如卷丹百合，花朵芳香、硕大而美丽。山野大量生长的野菊、秋牡丹、黄花等，花色艳丽而醒目。阴湿处生长的树蕨类植物，如金毛狗、观音座莲等，给人以古朴之感。木本植物中，以各种杜鹃最为突出，花色有红、黄、白、粉等多种颜色。供赏花的山茶科树种有连蕊山茶、同树异花山茶等，树形美观，花朵芳香，受人喜爱。具有观赏价值的裸子植物有三尖杉、铁杉、银杏、红豆杉等。可供观赏的箭竹、方竹、斑竹、黄竹、苦竹、实心竹、观音竹、罗汉竹等更是品种繁多。此外还有多种槭属植物如七叶槭等，四五月开花，香气薰人，秋季叶片转红，胜似二月鲜花。
国家一级、二级保护珍稀植物在武功山已发现十多种，另外还有江西省重点保护植物约70种。主要为红豆杉、银杏、樟树、鹅掌楸、金毛狗、黄皮树、厚朴、香枫、云锦杜鹃、猴头杜鹃、粗榧、香果树、观光木、夜光树、水桠木、黄山木兰、独花兰、藤檀、鸡爪槭、橄榄树、麻栎、桧柏、黄山松（台湾松）等。尤其台湾松，从明月山玉皇殿、中引塘、雪竹坳，直到羊角尖分布达10余华里，面积约有11000亩，其面积之大，生长之好，林相之齐可谓全国仅有。

### 动物
武功山由于地域辽阔，植被覆盖度高，自然环境优越，给多种野生动物生长繁殖和栖息创造了有利条件，成为了赣西“天然动物园”。据现有几大行政区的调查结果，区内分布的脊椎动物有近400种，哺乳动物8目25科70余种；两栖动物与爬行动物有5目20科近90种；鱼类有4目12科40余种。昆虫大概有14目110科近1300种。
哺乳动物主要有黄鼬、黑麂、獐、小灵猫、大灵猫、松鼠、豺、狐狸、水鹿、野猪、豪猪、野兔、刺猬、山羊、岩羊、山牛、云豹、金钱豹、苏美羚、短尾猴、猕猴、绿毛猴、白面猴等。
鸟类主要有环颈雉、白颈长尾雉、黄腹角雉、白鹇、草鸮、白鹭、红角鸮、竹鸡（鹧鸪）、斑鸠、老鸹、鹞鹰、八哥、画眉、啄木鸟、山鹡鸰、伯劳、杜鹃、黄鹂、白头鹎（白头翁）、寿带鸟、相思鸟等。
两栖动物主要有蝾螈、青蛙、蟾蜍、大鲵、棘腹蛙、棘胸蛙、树蛙、大头蛙、虎纹蛙等。
爬行动物主要有眼镜蛇、竹叶青、金环蛇、银环蛇、乌梢蛇、菜花蛇、水蛇、大白花蛇（蕲蛇）、棋盘蛇（五步蛇）、烙铁头（原矛头蝮）、土公蛇（蝮蛇）、猫公蛇（臭青公）、缩腹蛇、芒锤蛇等。
武功山珍稀物种较多，其中列为国家一级保护动物有黑麂、云豹、金钱豹、华南虎、白颈长尾雉、黄腹角雉 、穿山甲等；国家二级保护动物有大鲵、虎纹蛙、猕猴、短尾猴、绿毛猴、水鹿、大灵猫、小灵猫、獐、白鹇等近30种；列入江西省重点保护动物名录的有80余种。

## 历史文化

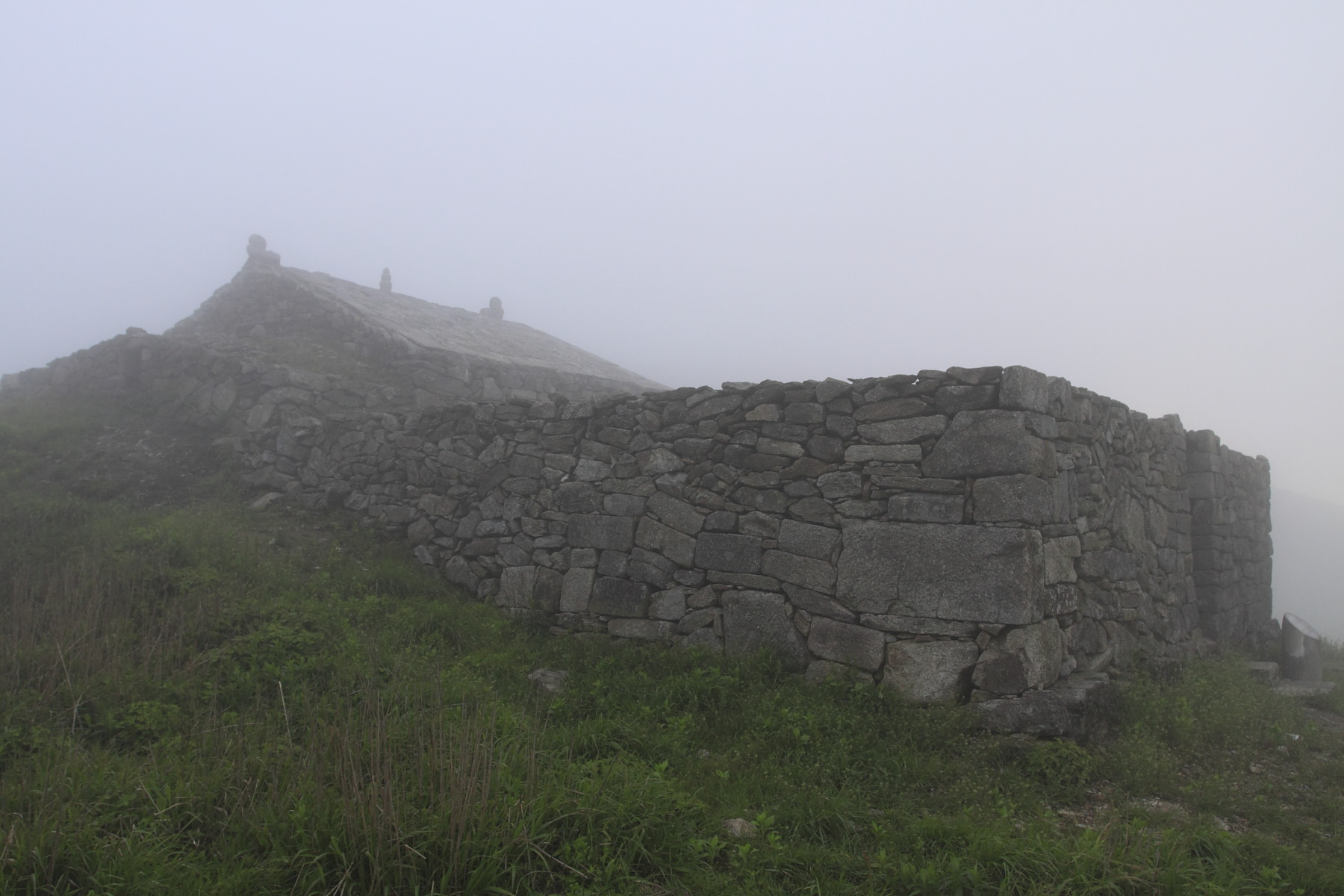
位于金顶旁的汪仙坛

武功山历史文化悠久，尤以道教文化最为突出，史载东汉葛玄、东晋葛洪曾来此炼丹，道教自三国时期在此开设道场至今已历1700余年，武功山佛教开山则始于唐代。尤自南宋文天祥书赠“葛仙观”巨匾后，武功山更是名震千里，香火不断，古迹频增。延至明朝，由于明太祖朱元璋提倡信教，使武功山香火旺盛达到鼎盛时期。山南、山北建起宫、观、寺、庙、庵、堂近百座，出家僧道数千人，形成了白法、集云、三天门、明月、九龙等道教、佛教系统，为当时湘赣著名道教、佛教胜地，吸引无数善男信女到此顶礼膜拜。历代还有大量文人墨客慕名来此吟诗作赋，又给武功山增添了无限风雅。
明朝人刘鉴在《武功记》里面写到：“东南天柱有三，盖衡，庐与武功。衡首庐尾武功中……乃乾坤之胜境，神仙之福地也。”
明代著名旅行家徐霞客游武功山后，写有《武功山游记》，并赋《武功游》一诗，对武功山风光大为赞叹（收录于《明一统志·艺文篇》），其中名句“千峰嵯峨碧玉簪，五岭堪比武功山”也就成为了武功山的最佳名片。

## 管理及保护
在20世纪80年代以前，武功山没有有效的管理机构，长期处于无人监管状态，让自然环境受到了严重破坏。50年代“大跃进”的“大炼钢铁”时期，林木砍伐无数，古木、丛林遭受了一次较大的破坏。20世纪70年代，江西省政府为了统一开发经营武功山，成立了“江西省国营武功山垦殖场”，直属省农林垦殖厅管辖。但在“文化大革命”的冲击下，“省武垦”被迫下马，造成巨大经济损失。同时森林资源不仅没有得到应有的保护和发展，相反又遭受了一次较大的破坏。80年代初，随着山林权的下放，由于群众对政策不放心而引起的乱砍滥伐歪风，使武功山森林资源进一步蒙受了更为严重的损失。许多珍稀树种，如银杏、黄山松、铁杉、夜光树等都被连片砍伐殆尽。与此同时，由于缺乏有效管理和监督，滥捕滥杀野生动物的风气也十分猖獗，资源遭到了极其严重的破坏。
直到1985年12月3日正式将武功山列入“江西省第一批省级保护风景名胜区”后，武功山的发展才走上正轨，环境与生态保护才真正纳入工作范围。自此，强硬的封山育林、退耕还林的政策得以展开实施，武功山地区的植物覆盖率逐年增长。2003年8月，萍乡市委、市政府专门成立正县级建制的派出机构萍乡武功山风景名胜区管理委员会，专门从事武功山开发工作。管委会班子到位后，提出了完善规划，分区建设；建管并重，有效保护；整体包装，广泛营销；创新机制，加速发展的总体思路，在完善总体规划的基础上，着手高标准编制了各功能区的详细规划；逐步完善了旅游公路、客运索道、游步道、文化园、寺庙、宾招、电力、通讯等基础设施；加大了资源保护与挖掘力度，采取得力措施切实维护了景区资源真实与完整，发现了高山瀑布、温泉、保存完好的原始森林和巨型活体灵芝等宝贵资源；组建并实质运作了江西武功山旅游发展有限公司；成功申报了国家森林公园、国家地质公园、国家重点风景名胜区三项工作，预备国家自然遗产的相继批准与设立，武功山的发展与保护走上了更好更快的步伐。武功山拉开了全面开发建设的架势，步入了快速、健康、持续发展的轨道。
但由于武功山地跨三市，目前武功山地区处于多头管理状态之中，部分毗连界限划分不清，其旅游资源开发存在各自为政的问题。萍乡市称武功山为“萍乡武功山”，安福县称武功山为“安福武功山”，而宜春市干脆称为明月山。
- 萍乡市在武功山多次举办国际帐篷节、户外旅游节、全民健身日，造成环境严重污染后，当地政府意识到造成的环境问题后，花费大量人力、物力去恢复生态。
- 萍乡市在武功山金顶武功山庄至世纪之碑至今未修游步道，游客在高山草甸随意开垦道路，使得世纪之碑附近草甸被严重破坏。
- 安福县境内武功山南麓有丰富的钨矿，当地过度采集已经使得此处千穿百孔，面目全非。钱山乡多处小河也被开发水电站，使河流干涸断流，清水变浊，大部分土地得不到水的浇灌。

### 炸路事件
2014年9月23日网爆萍乡武功山风景内通往羊狮幕景区的道路被吉安方面的人员炸毁，并设置铁栏收费。

## 旅遊

### 从萍乡市芦溪县上山
江西省武功山距离萍乡市市区47公里，从萍乡市区可在城南汽车站乘长途汽车（每20分钟一趟）约1小时直达武功山。未来还将开通萍乡火车站至武功山的旅游客车和萍乡至武功山的旅游专客。自驾车可以从沪瑞高速芦溪出口下，约40分钟车程即达。芦溪火车站附近的沙湾有萍乡至武功山旅游客车。
游客从武功山萍乡山门上山后，步行约五小时可到山顶。乘坐索道至索道上站，继续步行约二小时可到山顶。进山路线开发的比较好的是萍乡境内的北麓游览区，登山揽胜的游客可以先到萍乡，然后再游览各处。

### 从吉安市安福县上山
武功山距离安福县城45公里，（1）在安福县长途汽车站可以乘坐武功山旅游巴士直达安福泰山乡文家村，再徒步或者乘专车前往三天门，或（2）搭车前往钱山乡，再乘坐摩的至图坪坳或三天门上山，或 （3）游客还可在县城中心的金岸广场租车去武功山。安福大多数旅行社有武功山一日游项目。自驾车从沪昆高速宜春出口下，约60分钟可以到达武功山三天门；从大广高速安福出口下，约100分钟可达三天门，三天门登山到金顶只需两小时，是距离金顶最近的登山点。
2020年7月23日起，吉安市首条旅游直通专线开通。该公司已购置多辆50座纯电动新能源豪华型公交车，每天至少3趟，视旅客情况，还可临时增加车次。线路全程约130公里，乘车时间约为100分钟。去程由吉安火车站出发，途经吉安高铁西站公交站，返程由武功山（羊狮慕）景区始发。吉安火车站始发时间为7:00、9:00和13:30，吉安高铁西站公交站则往后推半小时；而武功山（羊狮慕）景区始发时间为9:50、15:30和17:00。
当前，宜井遂高速正在施工，预计2023年自驾车可从宜春开车30分钟以内抵达安福的章庄和严田出口，前往文家温泉、金顶、羊狮幕、武功湖等景区。
此外，旅游快速通道也正在建设，未来游客从安福东侧（比如吉安市或者大广高速）以更快速度抵达武功山风景区安福侧的景点。
从泰山乡文家村社边组可以步行至武功山景区。游客还可以从文家村步行至武功山区，但走此路的人甚少，需自己在山下寻向导上山。

### 从宜春市袁州区上山
明月山距袁州市区约20公里。沪瑞高速宜春出口下，到达明月山约二十分钟车程。游客登上明月山主峰后，可根据道路指示前往羊狮幕（宜春称十八排）、发云界、金顶等景区。游客可通过索道上山。

## 延伸阅读
[在维基数据编辑]
 《欽定古今圖書集成·方輿彙編·山川典·武功山部》，出自陈梦雷《古今圖書集成》